# Abdelkader Ouaraghli
Abdelkader Ouaraghli (1943) é um ex-futebolista profissional marroquino, que atuava como goleiro.

## Carreira
Abdelkader Ouaraghli fez parte do elenco da histórica Seleção Marroquina de Futebol da Copa do Mundo de 1970. 